# Michel Jonas
Michel Jonas (Grund, 17 februari 1822 – Luxemburg-Stad, 16 juni 1884) was een Luxemburgs advocaat en politicus.

## Biografie
Michel Jonas was een zoon van kapelaan Mathias Jonas en Marie Metzler. Hij bezocht het Athénée royal grand-ducal en werd na een studie rechten advocaat-avoué in de hoofdstad. Hij vertegenwoordigde onder meer het Luxemburger Wort in rechtszaken. Hij trouwde in 1861 met Anne-Marie Hastert.
Jonas was lid van de gemeenteraad in de hoofdstad (1851-1860) en lid van de Kamer van Afgevaardigden. In 1860 werd hij benoemd tot directeur-generaal (minister) van Binnenlandse Zaken en Financiën in de Regering-De Tornaco. Van 1863 tot 1884 was Jonas directeur van de Registratie en Domeinen (Administration de l'enregistrement et des domaines), in die periode bracht hij het Journal de l'enregistrement et des domaines du Grand-Duché de Luxembourg (1866-1873) uit. Hij publiceerde ook geschriften over de hervorming van het hypotheekstelsel en over juridische geschillen rond de Chemins de fer Guillaume-Luxembourg. Van 1864-1884 was hij curactor van het Athénée.
In 1866 werd Jonas benoemd tot lid van de Raad van State, waaraan hij tot zijn overlijden bleef verbonden. In 1867 werd hij benoemd tot zaakgelastigde in Parijs. Hij was als zodanig betrokken bij bilaterale vedragen met Frankrijk (1870) en Luxemburg (1880). Bij het eerste werd vastgelegd dat Luxemburgers in Frankrijk en Fransen in het groothertogdom recht hadden op juridische bijstand, bij het tweede werden afspraken gemaakt over de uitlevering van veroordeelde misdadigers. Hij was in 1880 een van de oprichters van de Société Anonyme du Casino de Luxembourg, die het Casino Luxembourg liet bouwen.
Michel Jonas overleed op 62-jarige leeftijd.

## Onderscheidingen
- Grootofficier in de Orde van de Eikenkroon
- Grootkruis in de Orde van Isabella de Katholieke
- Commandeur in de Orde van de Italiaanse Kroon
- Commandeur in het Legioen van Eer